# Syndyophyllum excelsum
Syndyophyllum excelsum là một loài thực vật có hoa trong họ Đại kích. Loài này được K.Schum. & Lauterb. miêu tả khoa học đầu tiên năm 1900.